# Lahn
Lahn er en flod i de tyske delstater Hessen, Nordrhein-Westfalen og Rheinland-Pfalz. Lahn er 242 km lang. Floden har sit udspring i Rothaar-bjergene og løber ud i Rhinen ved Lahnstein, 5 km syd for Koblenz.
Den passerer byerne:
- Marburg
- Gießen
- Wetzlar
- Limburg
- Nassau
- Niederlahnstein